# Gilly (Charleroi)
Gilly (wa. Djilî) – dzielnica (section) miasta Charleroi w Belgii, w Regionie Walońskim, w prowincji Hainaut, w okręgu Charleroi. 1 stycznia 2020 roku liczyła 19 948 mieszkańców. Do 31 grudnia 1976 samodzielna gmina.